# Обама Нфубеа, Рикардо Манге
Рика́рдо Ма́нге Оба́ма Нфубеа (род. 1961) — политик из Экваториальной Гвинеи, член PDGE. Являлся премьер-министром страны с 2006 по 2008 год. По профессии юрист.
Манге Обама работал адвокатом президента Теодоро Обианга Нгемы. В правительстве, назначенном 11 февраля 2003 года, он был назначен министром, отвечающим за государственную службу и административную координацию. Он был вторым заместителем премьер-министра в правительстве Мигеля Абиа Битео Борико, а также ранее занимал посты министра труда и образования. После отставки Абиа Битео Борико и его правительства 10 августа 2006 года президент Обианг 14 августа 2006 года назначил Манге Обаму Нфубеа премьер-министром. Манге Обама первым представителем этнической группы фангов, занявшим этот пост.
4 июля 2008 года Манге подал в отставку вместе со всем своим правительством, заявив, что его правительство «не смогло выполнить пожелания Его Превосходительства, Президента Республики, сделать нашу страну развитой и процветающей». Выступая после этого по телевидению, Обианг раскритиковал правительство Манге как «одно из худших, когда-либо сформированных», дойдя до того, что заявил, что некоторые члены правительства пытались дестабилизировать Экваториальную Гвинею, и он заявил, что необходимо «сменить все правительство». Игнасио Милам Танг был назначен преемником Манге 8 июля.